# The Trotsky
The Trotsky è un film del 2009 diretto da Jacob Tierney.

## Trama
Leon Bronstein, uno studente della Montreal West High School, pensa di essere la reincarnazione del rivoluzionario Leon Trotsky. Poco dopo aver iniziato a lavorare nella fabbrica tessile del padre organizza uno sciopero della fame nel tentativo di istituire un sindacato dei dipendenti.  Sarà quindi costretto dal padre a lasciare la sua scuola privata e a frequentare la pubblica istruzione, dove continuerà a perseguire la sua missione Trotskysta, entrando in attrito con le metodologie fasciste del preside Mr. Berkhoff. Nel frattempo intrattiene una relazione amorosa con la dottoranda Alexandra.

## Produzione
Le riprese del film sono iniziate a Montréal il 27 agosto 2008.

## Distribuzione
La prima proiezione del film è avvenuta al Toronto International Film Festival, l'11 settembre 2009. Il film è uscito in Canada il 14 maggio 2010.

## Accoglienza
The Trotsky ha ricevuto principalmente recensioni positive dalla critica.
Su Rotten Tomatoes ha ottenuto un punteggio di 82% con un punteggio medio di 7/10, basato su 11 recensioni.